# Kingdom Hearts: Melody of Memory
Kingdom Hearts: Melody of Memory (japanisch: キングダム ハーツ メロディ オブ メモリー, Hepburn: Kingudamu Hātsu: Merodi obu Memorī) ist ein Rhythmus-Actionspiel aus dem Jahr 2020, das von Square Enix und indieszero entwickelt und von Square Enix für die Nintendo Switch, PlayStation 4, Xbox One und Windows veröffentlicht wird. Es ist der vierzehnte Teil der Kingdom-Hearts-Reihe und erzählt die bisherigen Ereignisse der Serie, während es auch nach dem Szenario des herunterladbaren Inhalts Re Mind von Kingdom Hearts III spielt.
Hinweise auf das nächste Kingdom-Hearts-Spiel kamen im Januar 2020 von Serienschöpfer Tetsuya Nomura, wobei das Spiel im Juni enthüllt wurde. Kingdom Hearts: Melody of Memory wurde im November weltweit veröffentlicht.

## Spielverlauf
Kingdom Hearts: Melody of Memory ist ein Rhythmus-Actionspiel, das sowohl Einzel- als auch Mehrspieler-Gameplay bietet. Die Spieler drücken Tasten mit dem richtigen Timing, um je nach Timing ein Exzellent, Gut oder Miss zu erhalten. Ein „Miss“ wirkt sich auf die Gesundheit des Spielers aus, was dazu führt, dass das Spiel endet, wenn diese aufgebraucht ist. Die Spieler arbeiten daran, die Gesundheit und Angriffskraft der Charaktere zu verbessern, wobei jeder Charakter über zwei Arten von Fern- und Nahkampffähigkeiten verfügt. Der wichtigste Einzelspielermodus ist World Tour, die „Story-Kampagne“ des Spiels. Jeder Song ist in eine Phase eingeteilt, entweder in Field Battle (Welterkundungstracks), wo die Spieler die Songs in jeder Welt rhythmisch abschließen und in jeder Phase auf die entsprechenden Gegner aus den Originalspielen treffen, auf denen der Song basiert.
Zu den Multiplayer-Modi gehört der Double Play-Koop-Modus, in dem die Spieler als Sora und Riku lokal gegeneinander antreten, um gemeinsam die höchste Punktzahl zu erreichen, COM versus, bei dem die Spieler gegen den Computer antreten, um in drei von fünf Fällen einen hohen Rang zu erreichen, und den Versus-Modus, in dem die Spieler online oder im lokalen Mehrspielermodus (nur Nintendo Switch) gegeneinander um die beste Punktzahl antreten. In diesem Modus gibt es „Tricks“, die dazu dienen, den anderen Spieler zu stören, einmal zu Beginn des Stücks und ein zweites Mal gegen Ende. Es gibt 10 verschiedene Arten von Tricks, von denen Co-Direktor Masanobu Suzui sagt, dass sie das Abschließen der Lieder „kniffliger und komplizierter“ machen, da die Spieler die Tricks kombinieren können. Wer im Versus-Modus gewinnt, steigt in der Rangliste auf und erhält zwei Sammelkarten, während der Zweitplatzierte eine erhält. Die Nintendo-Switch-Version des Spiels bietet einen Free-for-All-Battle-Royale-Modus, in dem bis zu acht Spieler im lokalen Mehrspielermodus gegeneinander antreten können. Das Gameplay von Melody of Memory wurde mit Theatrhythm Final Fantasy verglichen.

## Handlung

### Schauplatz
Melody of Memory erzählt die Geschichte der Dark Seeker Saga, beginnend mit dem ersten Kingdom Hearts und der Reihe nach bis Kingdom Hearts III. Dies geschieht durch Kairi, die über die Ereignisse der Serie reflektiert und für den Spieler erzählt. Der Schöpfer und Regisseur der Serie, Tetsuya Nomura, sagte: „Sobald wir durch die Geschichte der Erinnerung und darüber hinaus gehen, fangen wir an, eine Zeitlinie zu sehen, die eine Verbindung zur Zukunft herstellt“. Das Spiel setzt auch Kairis Geschichte unmittelbar nach dem Ende des herunterladbaren Inhaltsszenarios von Kingdom Hearts III Re Mind fort. Nomura erklärte, dass die Kindheit des Charakters erforscht wird, die bis zu diesem Zeitpunkt ein großes Mysterium war, aber er warnte, dass die neue Geschichte „die Dinge nicht wesentlich voranbringen wird“. Er fügte hinzu, dass es „überall Hinweise“ auf den Meister der Meister gibt, wobei Nomura bestätigte, dass der Charakter und der Titel ein gemeinsames Akronym (MoM) haben. Suzui war der Meinung, dass das Spiel eine „Zusammenfassung“ der Kingdom-Hearts-Reihe „in einem netten, leicht verdaulichen Format“ sei, während es gleichzeitig „Andeutungen über das, was als Nächstes kommt“ enthält. Melody of Memory bietet 47 Welten aus der Serie (31 Disney- und 16 Originalwelten) und 33 Orte, die als „dunkle Löcher“ bekannt sind und in denen die Bosskampf-Songs stattfinden. Es wurden so viele Disney-Welten wie möglich ausgewählt, und Suzui bezeichnete es als „robust“, ohne dass es sich wie eine Sammlung der gesamten Serie anfühlt.

### Plot
Nach Soras Verschwinden fällt Kairi unter der Beobachtung von Ansem dem Weisen in einen Tiefschlaf und erschafft eine Traumwelt aus ihren Erinnerungen an Sora, um in ihrem eigenen Herzen nach Hinweisen auf seinen Verbleib zu suchen. Gegen Ende ihres Traums trifft Kairi auf eine Illusion von Xehanort, der sie überwältigt, bevor Sora aus der Ferne die Kontrolle über ihren Körper übernimmt und ihn besiegt. Bevor Kairi wieder erwacht, erinnert Xehanort sie daran, wie er sie in ihrer Kindheit aus dem Radiant Garden weggeschickt hat, wobei er eine Welt auf der „anderen Seite“ erwähnte. Kairi berichtet Ansem von ihren Erkenntnissen, der meint, die „andere Seite“ sei eine fiktive Welt jenseits ihrer Realität. Kairi wird daraufhin von der guten Fee angesprochen, die sie und Riku in die Endgültige Welt schickt, um das Herz eines Mädchens aus der anderen Realität zu treffen. Riku erklärt dem Mädchen seinen Traum von einer modernen Metropole, die es als eine Stadt in ihrer Welt namens Quadratum erkennt, was es Riku ermöglicht, ein Portal in die andere Realität zu öffnen und seine Suche nach Sora zu beginnen, während Kairi zurückbleibt, um ihr Training mit der Schlüsselklinge wieder aufzunehmen. In einer Post-Credits-Szene beschließt Kairi, bei Aqua zu lernen, während Yen Sid Donald und Goofy schickt, um den Rest ihrer Kameraden über ihre Fortschritte zu informieren, und Mickey nach Scala ad Caelum, um alte Keyblade-Meister zu untersuchen und herauszufinden, wie sie mit der anderen Realität verbunden sein könnten.

## Entwicklung
Rund um die Veröffentlichung des Rhythmusspiels Theatrhythm Dragon Quest im Jahr 2015 hatte Suzui, der Entwickler der Theatrhythm-Spiele, die Idee eines Theatrhythm Kingdom-Hearts-Spiels vorgeschlagen, die von Nomura abgelehnt wurde. Disney griff die Idee einige Zeit später wieder auf. Zu diesem Zeitpunkt war Nomura der Meinung, dass ein Rhythmusspiel „zur Richtung der Franchise passt“. Als Nomura im Januar 2020 über die Zukunft der Kingdom-Hearts-Reihe sprach, verriet er, dass zwei neue Entwicklerteams an Kingdom-Hearts-Inhalten außerhalb der herunterladbaren Inhalte von Kingdom Hearts III Re Mind und dem Handyspiel Kingdom Hearts arbeiten: Union χ Dark Road. Er fügte hinzu, dass eines dieser Spiele „früher auf den Markt kommen wird, als man denkt“, wobei der Re Mind-Titelbildschirm „einige der Grundlagen dafür schafft“. Im Juni 2020 kündigte Square Enix an, dass Kingdom Hearts: Melody of Memory im Jahr 2020 für die Nintendo Switch, PlayStation 4 und Xbox One erscheinen wird.

### Design
Die visuellen Stile von Theatrhythm Final Fantasy und Theatrhythm Dragon Quest dienten als Grundlage für das Spiel, aber Suzui wollte unbedingt 3D-Grafiken und die vorhandenen Charaktermodelle von Kingdom Hearts im Spiel verwenden. Da das Spiel von Grund auf neu entwickelt wurde, wurde die Theatrhythm-Bezeichnung nicht verwendet. Melody of Memory wurde auch von einer Jukebox-Website inspiriert, die zum 15-jährigen Jubiläum der Serie erstellt wurde und auf der Sora über Notenblätter reiste, während Musik aus der Serie abgespielt werden konnte.

### Musik
Über 140 Songs aus der Serie und ihren Disney-Welten sind enthalten. Bei der Auswahl der Lieder für das Spiel orientierte sich Suzui an den Setlisten der Kingdom-Hearts-Welttournee-Konzerte und fügte hinzu, dass die Entwickler „sicherstellen wollten, dass es keine bestimmte Melodie gibt, die wir ausgelassen haben“. Der Großteil der Tracks konzentriert sich auf die Tracks, die für die Serie geschaffen wurden, und weniger auf die Disney-Songs, obwohl diese in den Disney-Welten vorkommen. Für das Spiel wurden keine neuen Tracks erstellt, stattdessen wurden alle bereits vorhandenen Tracks verwendet, obwohl die Titel- und Abschlusstracks neue Arrangements von Serienkomponistin Yoko Shimomura sind.

## Veröffentlichung
Kingdom Hearts: Melodie der Erinnerung wurde in Japan am 11. November 2020 für Nintendo Switch, PlayStation 4 und Xbox One veröffentlicht, weltweit am 13. November. In Japan war ein Bundle erhältlich, das das Spiel zusammen mit dem Kingdom-Hearts-III-Soundtrack enthielt. Zur Erinnerung an die Veröffentlichung von Sora als herunterladbarem Kämpfer im Nintendo-Switch-Kampfspiel Super Smash Bros. Ultimate im Oktober 2021 können Spieler mit dem DLC den Titel „Dearly Beloved - Swing Version“ für die Verwendung in Ultimate freischalten, wenn sie Speicherdaten für die Switch-Version von Melody of Memory haben.

## Rezeption

### Bewertungen
IGN lobte das Spiel als „entzückend“ und verwies darauf, dass das Spiel auf Nostalgie und die Freude der Fans an der Franchise setzt. Game Informer war beeindruckt von der großen Bandbreite der Musiksammlung des Spiels sowie von den Bosskämpfen, auch wenn deren geringe Anzahl als „eine große Enttäuschung“ bezeichnet wurde. Destructoid bezeichnete die Story-Elemente als „überflüssig“ und war verwirrt über die Verfügbarkeit von mächtigen Gegenständen zum Beenden von Levels und die Tatsache, dass das Spiel von deren Verwendung abrät. Polygon bezeichnete die erzählerischen Zwischensequenzen des Spiels als „glanzlos“, „unverständlich“ und „lächerlich“.

### Verkäufe
Die Nintendo-Switch-Version verkaufte sich in der ersten Verkaufswoche in Japan 22.813 Mal und war damit das neuntmeistverkaufte Einzelhandels-Spiel der Woche in diesem Land. Die PlayStation-4-Version war in der gleichen Woche mit 18.120 verkauften Exemplaren das dreizehntmeistverkaufte Spiel in Japan.